# Strider Hiryū
Strider Hiryū (jap. ストライダー飛竜, Sutoraidā Hiryū) ist eine fiktive Figur aus der Arcade-Spiel-Serie Strider der Firma Capcom. Obwohl der Name der Figur oft als Strider abgekürzt wird, handelt es sich dabei im Plot der Serie nur um einen Titel. Die Striders sind eine Organisation von hochtechnisierten, sehr futuristischen Ninjas. Hiryū („fliegender Drache“) ist ihr prominentestes und fähigstes Mitglied und die Figur, die am häufigsten auch in anderen Spielen auftaucht.

## Entstehung
Hiryu trat zuerst 1988 im Manga der Firma Kadokawa Shoten auf. Die Serie wurde produziert von einem Künstlerkreis (zunächst „Motomiya-kikaku“ genannt, später abgekürzt zu Moto Kikaku), unter der Leitung von Hiroshi Motomiya. Der Videospielproduzent Capcom interessierte sich für die Serie und schlug vor, ein Spiel basierend auf der Titelfigur zu entwickeln und beteiligte sich an der Produktion des Mangas. Die Urheberrechte an der Figur Strider Hiryu liegen nach wie vor bei Moto Kikaku, während Capcom Vertriebsrechte an der Figur hat.

## Handlung des Mangas
Itchi Mikashi ist ein Mann, der in einem städtischen Betrieb als Buchhalter arbeitet und immer Probleme mit seinem Chef hat. Eines Tages fällt er während der Arbeit aus einem Fenster des 15. Stockwerks und stirbt. In einer Welt zwischen Leben und Tod trifft er auf den Krieger Strider Hiryu, der behauptet, sein eigenes Ich aus der Vergangenheit zu sein. Strider verschmilzt mit Itchi, wodurch dieser die Reaktionsfähigkeit und Reflexe eines Ninjas und die Schwertkünste und Willenskraft eines Samurai bekommt. Plötzlich wacht er in einem Krankenhaus auf und hält alles, was geschehen ist, für einen Traum.
Ein paar Tage später wird sein Arbeitsplatz von einem Gangsterboss namens Gatuin überfallen. Seine Freundin, die bei der Polizei arbeitet, versucht, den Überfall zu verhindern, und wird erschossen. Itchi muss es mit ansehen. Aus Wut und Verzweiflung verwandelt er sich in Strider Hiryu und verfolgt den Verbrecher.

## Manga
Der Manga wurde 1988 zuerst veröffentlicht. 1989 erschien er auch als Sammelband (ストライダー飛竜, Kadokawa Shoten COMP COMICS, ISBN 4-04-713009-5), dem jedoch der dreißigseitige Prolog, der in der originalen monatlichen Ausgabe enthalten war, fehlt.

## Arcade-Spiel
OT: jap. ストライダー飛竜, Sutoraidā Hiryū.
Das Videospiel hat, abgesehen von der gleichnamigen Hauptfigur, wenig mit der Comicserie gemein.
Das Arcade-Spiel Strider wurde 1989 erfolgreich veröffentlicht, gefolgt von einer Portierung für Sega Mega Drive als auch eine spielerisch veränderte NES-Version, die jedoch weniger Verbreitung fand als der Arcadeautomat und die Sega-Version. Erfolgreicher waren Portierungen für die damals gängigen Heimcomputer wie Atari ST, Commodore 64 oder Commodore Amiga; insbesondere die Amiga- und ST-Versionen wurden von der Presse gelobt.
Nach dem Misserfolg des NES-Spiels verschwand Hiryu für eine Weile von der Bildfläche und hatte lediglich Gastauftritte in Spielen wie Capcom World 2, SNK's Card Fighter's Clash und Marvel vs. Capcom. Insbesondere spielte er nicht mit in Strider Returns: Journey From Darkness, vermutlich die dunkelste Stunde im Leben von Strider Hiryu. (In diesem Spiel tritt ein Strider namens Hinjo auf, eine Erfindung des Verlegers U.S. Gold.)
Hiryus Auftreten in Marvel vs. Capcom war so erfolgreich, dass Capcom 1999 Strider 2 veröffentlichte, eine echte Fortsetzung des Original-Videospiels, die somit faktisch Strider Returns aus dem Handlungsstrang ausschloss. Zwar gilt dieses Spiel allgemein als besser, sowohl im Vergleich zu Strider Returns als auch zu der NES-Version des Spiels, dennoch konnte es nicht die Erwartungen der Spielgemeinde erfüllen.
Ein drittes Spiel der Reihe, welches schlicht "Strider" heißt, erschien Ende 2012 sowohl auf Xbox Live als auch im Playstation Network und schließt die in Strider 2 begonnene Handlung ab.